# Prince Johnson
Pour les articles homonymes, voir Johnson.
Prince Yormie Johnson, né le 6 juillet 1952 dans le comté de Nimba et mort le 28 novembre 2024, est un homme politique libérien, sénateur du comté de Nimba. Ancien chef rebelle, responsable de la capture et de l'exécution du président Samuel Doe, il a été l'un des acteurs importants de la première guerre civile libérienne.

## Biographie
Prince Yormie Johnson est né à Tapeta dans le comté de Nimba (centre-est du pays) et a été élevé par un oncle à Monrovia, la capitale. En 1971, alors qu'il résidait à Monrovia, il a rejoint la Garde nationale libérienne (GNL), qui a été transformée en Forces armées du Libéria (AFL) à la suite du renversement du président William R. Tolbert par Samuel Doe en 1980.
Il a atteint le rang de lieutenant et a suivi une formation militaire au Libéria et aux États-Unis, où il a été formé à la police militaire en Caroline du Sud. Disciplinaire sévère, souvent draconien, il a servi d’aide de camp au général Thomas Quiwonkpa (en), commandant des forces armées du Libéria, et l’a accompagné en exil en 1983, après l’accusation de Quiwonkpa de comploter un coup contre Doe.

### Assassinat du président Samuel Doe
Le despote Samuel Doe, capturé par la milice de Prince Johnson, meurt sous la torture en septembre 1990 : les oreilles et les doigts coupés, il est exécuté d'une balle dans la tête. Son corps est ensuite exposé nu dans les rues de Monrovia. Une vidéo est filmée dont les images choquent la communauté internationale ; elle est diffusée pendant quelques années dans les pays d'Afrique de l'Ouest. Elle montre notamment Johnson buvant une bière pendant que l'on arrache une oreille à Doe.

### Exil au Nigeria puis retour au Liberia
En conflit avec Charles Taylor, Prince Johnson fuit le Liberia en 1992 et se réfugie à Lagos au Nigeria. Pendant son exil de treize ans, il se fait prédicateur évangélique. Il se définit comme un « born again christian », à l'image de George Bush.
De retour au Liberia en 2005, il prend de nouveau part à la vie politique, affichant une proximité avec le Parti de l'unité (UP).
En 2008, Prince Johnson déclare que Charles Taylor et lui-même ont été sollicités pour assassiner Thomas Sankara, en désignant Blaise Compaoré pour commanditaire, avec la caution de Félix Houphouët-Boigny[réf. nécessaire]. L’enquête menée à partir de 2015 afin d'éclaircir les circonstances de cet assassinat semble toutefois écarter cette hypothèse, bien que des doutes perdurent.
Le 9 décembre 2021, Johnson est sanctionné par le Département du Trésor américain pour corruption politique présumée, affirmant qu'il vendrait des votes aux élections contre des gains financiers.
Prince Johnson meurt à Montserrado le 28 novembre 2024, à l'âge de 72 ans.